# Colesterolose da vesícula biliar
Na patologia cirúrgica, vesícula biliar de morango, mais formalmente colesterolose da vesícula biliar e colesterolose de vesícula biliar, é uma alteração na parede da vesícula biliar devido ao excesso de colesterol.
O nome vesícula biliar de morango vem da aparência tipicamente pontilhada da superfície da mucosa, em um exame grosseiro, que se assemelha à aparência de um morango.
Não é necessariamente ligada à colelitíase (cálculos biliares) ou à colecistite (inflamação da vesícula biliar).

## Imagens adicionais

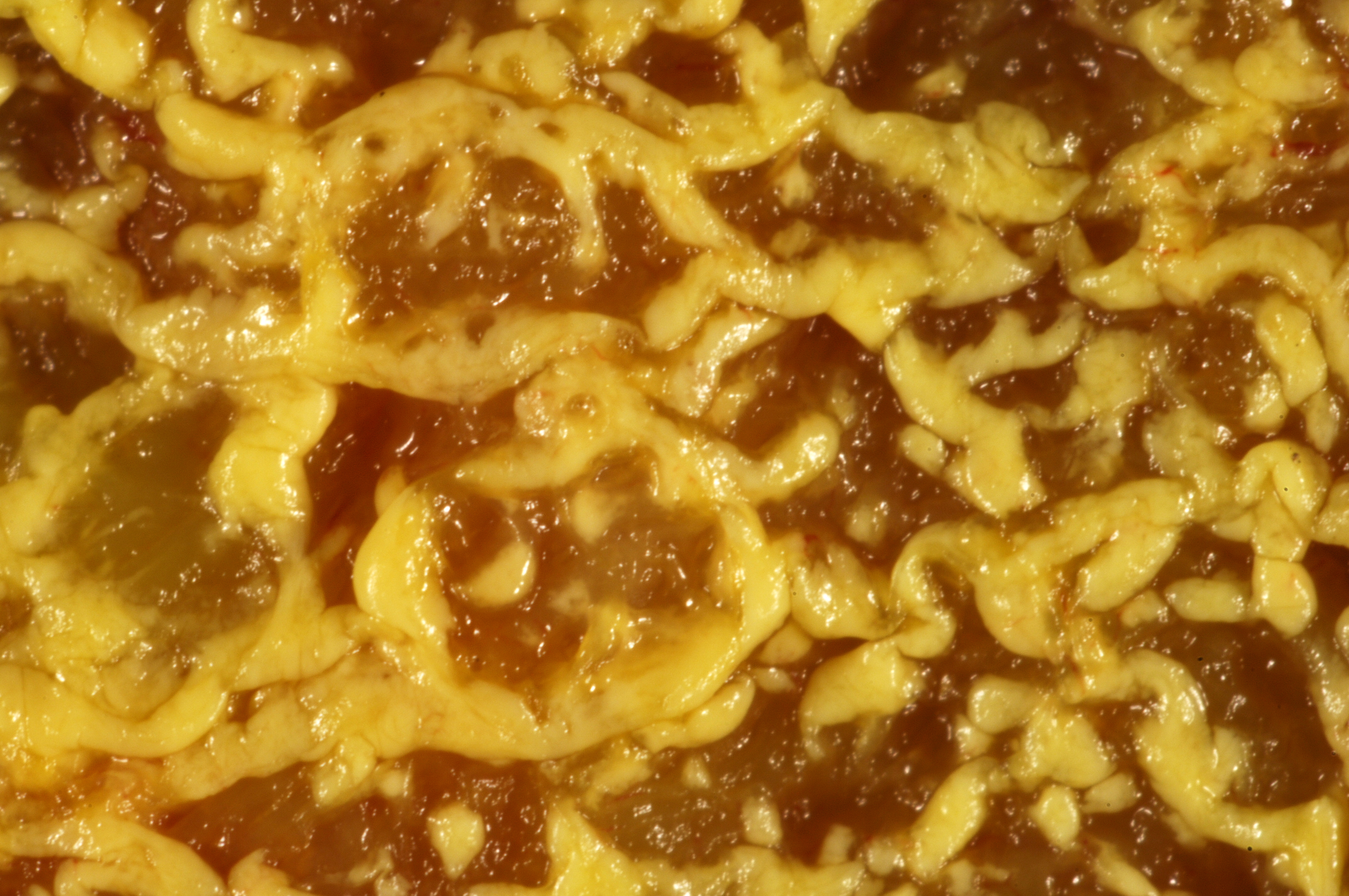
Colesterolose da vesícula biliar (Imagem grosseira).
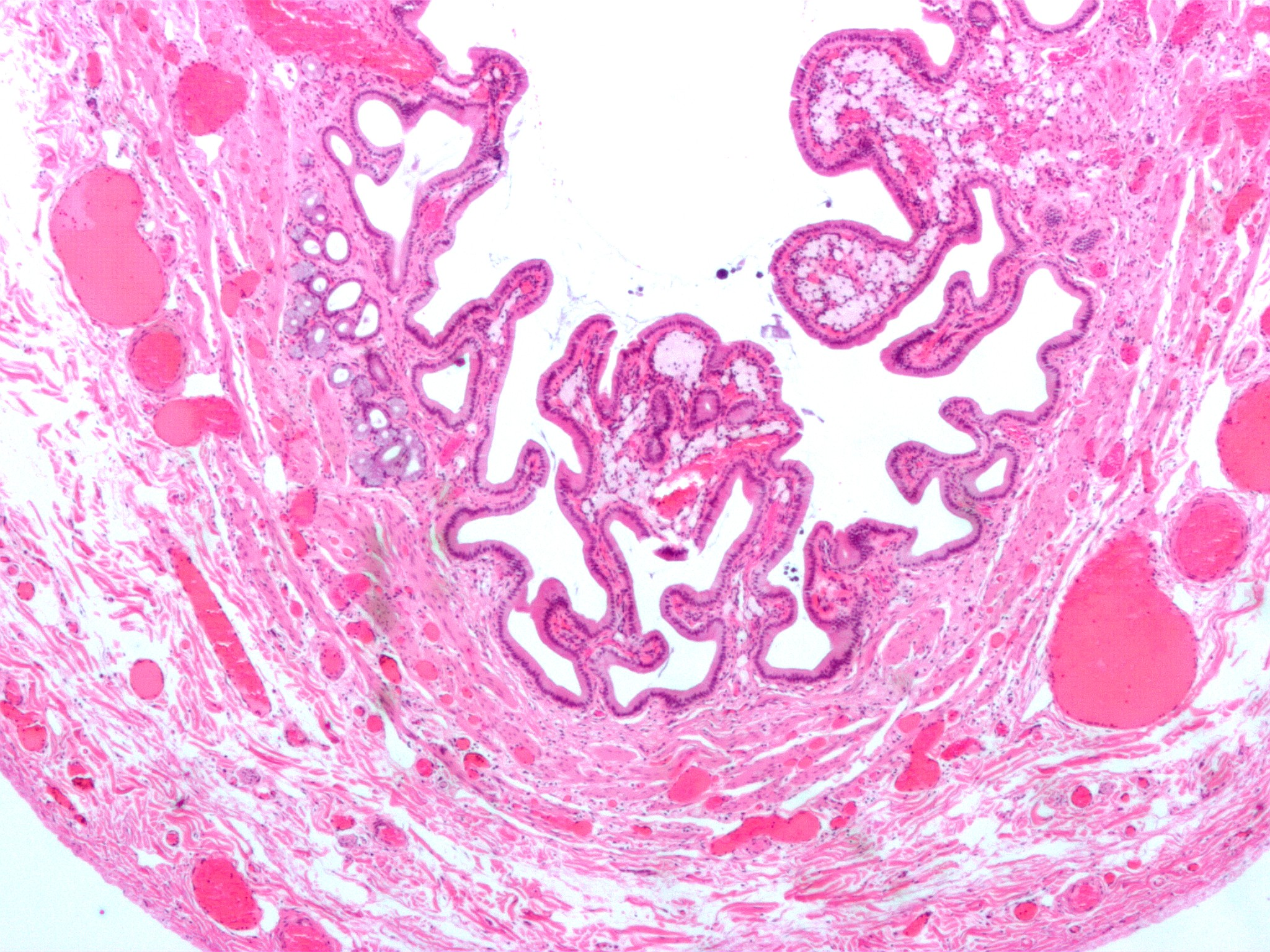
Micrografia da colesterolose da vesícula biliar.
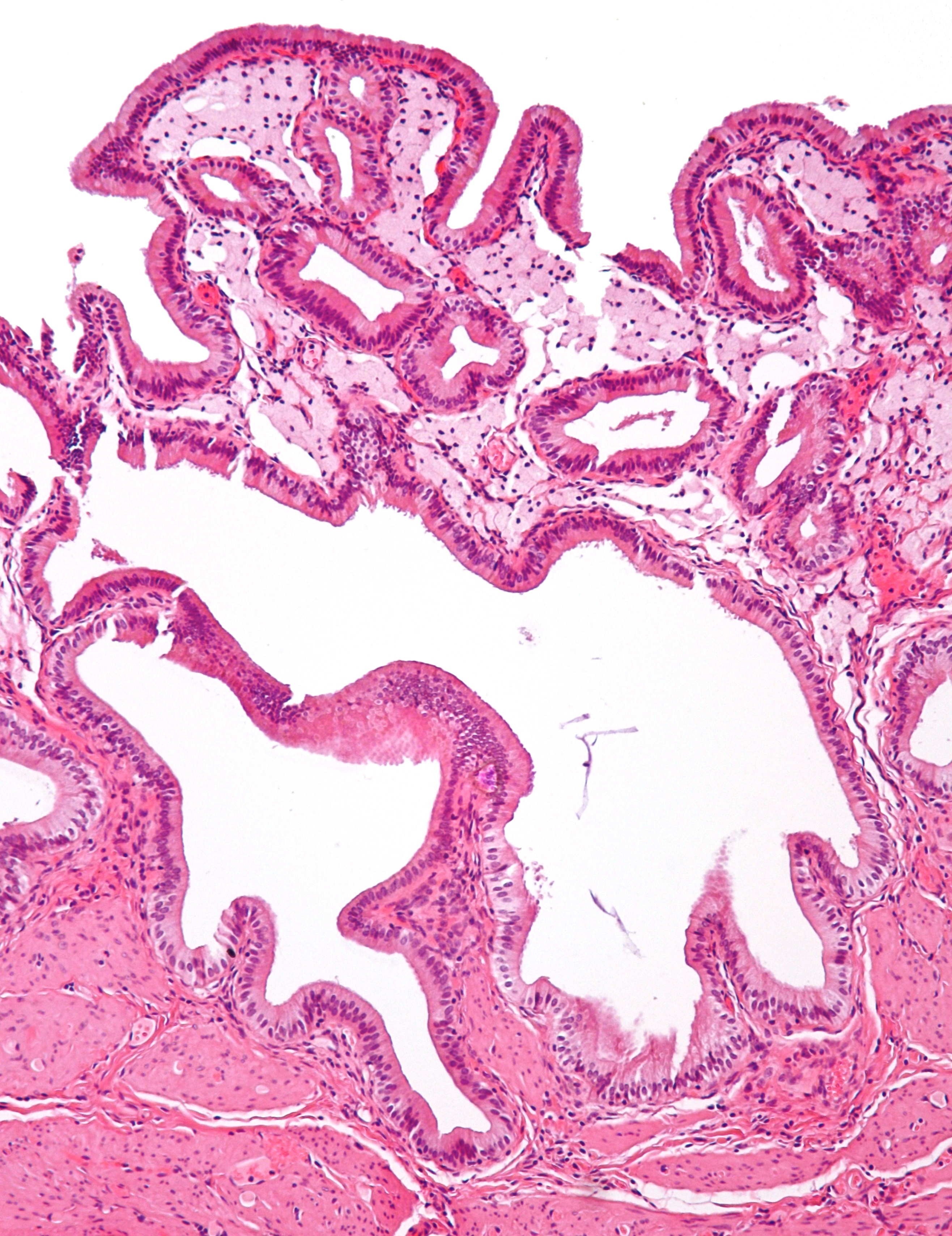
Micrografia da colesterolose da vesícula biliar.
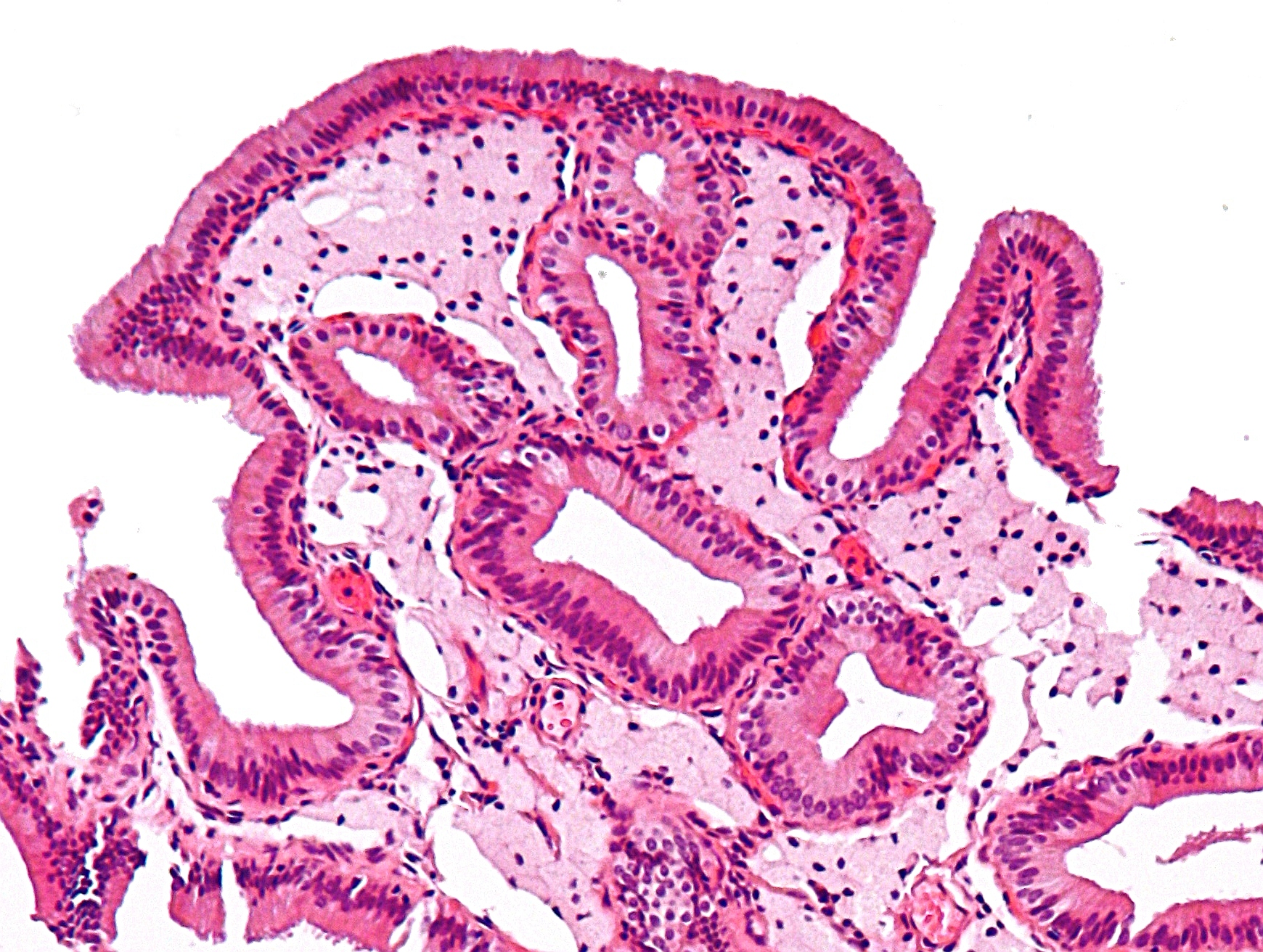
Micrografia da colesterolose da vesícula biliar.